# Xinhua (socken i Kina, Guangxi)
Xinhua (kinesiska: 新华乡, 新华) är en socken i Kina. Den ligger i den autonoma regionen Guangxi, i den södra delen av landet, omkring 390 kilometer nordost om regionhuvudstaden Nanning. Antalet invånare är 16180. Befolkningen består av 8 001 kvinnor och 8 179 män. Barn under 15 år utgör 21,0 %, vuxna 15-64 år 66 %, och äldre över 65 år 11,0 %.
Genomsnittlig årsnederbörd är 2 112 millimeter. Den regnigaste månaden är juni, med i genomsnitt 370 mm nederbörd, och den torraste är oktober, med 46 mm nederbörd.